# Euploea johanna
Euploea johanna är en fjärilsart som beskrevs av Kirby 1871. Euploea johanna ingår i släktet Euploea och familjen praktfjärilar. Inga underarter finns listade i Catalogue of Life.